# Marind jezici
Marind jezici, jedna od glavnih jezičnih skupina transnovogvinejske porodice raširenih na području Irian Jaye i Papue Nove Gvineje. Njima govori oko 26.200 ljudi, a najjveći po broju govornika je yaqay (10.000) i marind (7.000).
Sastoji se od tri podskupine: a) boazi sa (2) jezika koji se govore u Papui Novoj Gvineji; ostali su na indonezijskoj strani otoka, jezgrovni Marindski sa (2) jezika; i yaqay, također (2) jezika.

## Vanjske poveznice
- Ethnologue (14th)
- Ethnologue (15th)